# Västra Vikbolandets landskommun
Västra Vikbolandets landskommun var en tidigare  kommun i Östergötlands län.

## Administrativ historik
Kommunen bildades som så kallad storkommun vid kommunreformen 1952 genom sammanläggning av kommunerna Dagsberg, Furingstad, Konungsund, Kuddby, Tåby, Å och Östra Stenby.
Kommunen gick 1 januari 1967 samman med Östra Vikbolandets landskommun och bildade Vikbolandets landskommun, sedan 1 januari 1974 i Norrköpings kommun.
Kommunkoden var 0531.

### Kyrklig tillhörighet
I kyrkligt hänseende tillhörde landskommunen sju församlingar: Dagsberg, Furingstad, Konungsund, Kuddby, Tåby, Å och Östra Stenby. Dessa församlingar slog ihop 2008 att bilda Västra Vikbolandets församling.

## Geografi
Västra Vikbolandets landskommun omfattade den 1 januari 1952 en areal av 204,39 km², varav 203,87 km² land.

### Tätorter i kommunen 1960
I Västra Vikbolandets landskommun fanns del av tätorten Ljunga, som hade 199 invånare i kommunen den 1 november 1960. Tätortsgraden i kommunen var då 6,6 procent.

## Politik

### Mandatfördelning i valen 1950–62
| 16 | 12 | 2 | 5 |

| 32 |

| 15 | 11 | 3 | 6 |

| 31 |

| 13 | 12 | 2 | 8 |

| 30 | 5 |

| 13 | 13 | 2 | 7 |

| 27 | 8 |